# 山田遥楓
山田 遥楓（やまだ はるか、1996年9月30日 - ）は、佐賀県佐賀市出身のプロ野球選手（内野手）。右投右打。東北楽天ゴールデンイーグルス所属。

## 経歴

### プロ入り前
3歳の時、右耳が先天性の難聴であることが判明（詳しくは後述）。
小学校2年生の時に兄の影響で野球を始めた。佐賀市立鍋島中学校に進むと、2年生の時から硬式の「藤本ベースボールクラブ」でプレーした。同チーム出身者のプロ入りは堤裕貴以来2人目。
佐賀県立佐賀工業高等学校では1年生の秋からレギュラー、3年時に主将になった。その年の第96回全国高等学校野球選手権大会・佐賀大会の佐賀県立佐賀北高等学校との決勝戦では安打を放ち同点のホームを踏んだ他、投手としてリリーフ登板もしたが、延長戦の末に敗れている。
2014年10月23日に行われたプロ野球ドラフト会議にて埼玉西武ライオンズから5位指名を受け、契約金2500万円、年俸600万円（金額は推定）で仮契約を結んだ。背番号は52。

### 西武時代

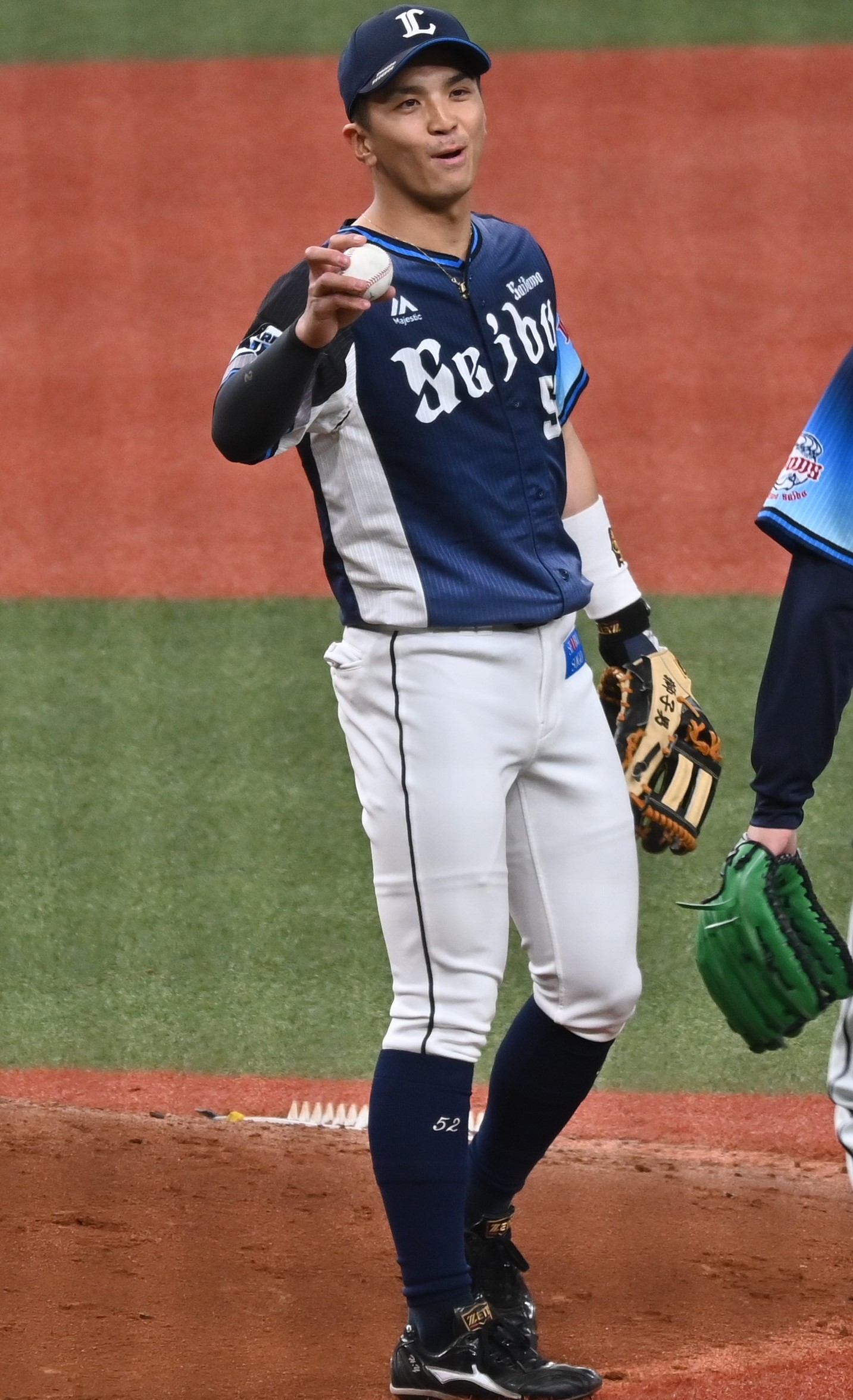
埼玉西武ライオンズ時代
（2022年4月15日 京セラドーム大阪）

2015年、2016年は一軍での試合出場はなかった。
2017年6月30日に一軍初昇格となったが、先発投手との兼ね合いにより、3日で出場選手登録を外れた。7月13日に草薙球場で行われたフレッシュオールスターゲーム2017では、イースタン選抜として出場した。最終的に、二軍では106試合に出場し、6本塁打、37打点、6盗塁、打率.245の成績を残した。11月25日から台湾で開催された2017アジアウインターベースボールリーグにおいて、NPBウエスタン選抜に選出された。
2018年、6月16日に中日ドラゴンズ戦（メットライフドーム）で代打として出場し、プロ初出場を果たした。9月19日、「8番・三塁手」で初先発出場した北海道日本ハムファイターズ戦（メットライフドーム）で、プロ初安打初本塁打を達成。
2019年は前年と比べて出場機会は減り、一軍出場は4試合であった。
2020年は二軍で打率.288、OPS.858と打力の向上が見られたが、一軍出場は8試合に留まった。
2021年は初の開幕一軍入りを果たす。外崎修汰と山野辺翔が共に怪我により長期離脱すると、二塁手としての先発出場が増加。山川穂高が一軍復帰してからは呉念庭と併用される形になったが、源田壮亮が新型コロナウイルスへの感染により離脱すると遊撃手としての先発出場が増加した。源田の復帰後は三塁（中村剛也）の守備固めでの出場が中心となり、この年は一塁を3試合、二塁を39試合、三塁を24試合、遊撃を31試合を守り、98試合に出場した。
2022年は例年通り、松田宣浩他数選手と共に熊本での自主トレに参加した。その途中で新型コロナウイルスの集団感染に見舞われたために出遅れたが、2月のキャンプはA班でスタート。オープン戦は11試合に出場し、9打数2安打・打率.222・失策0の成績で、開幕一軍となる。開幕当初はベンチスタートが続くが、4月2日に外崎修汰の代打としてシーズン初打席に立ち左前適時打、翌4月3日はシーズン初となる7番・二塁手で先発出場し、2月26日の練習試合から打者24名を無安打に抑えられていた佐々木朗希からチーム初となる右前安打を記録。4月10日、6番・三塁手としてシーズン2度目の先発出場し、5回表無死一・二塁の守備で甲斐拓也の放った三塁線へのゴロを捕ると、すかさず三塁ベースを踏み二塁へ送球。二塁手の外崎修汰が一塁へ送球し、トリプルプレーを完成させた。

### 日本ハム時代

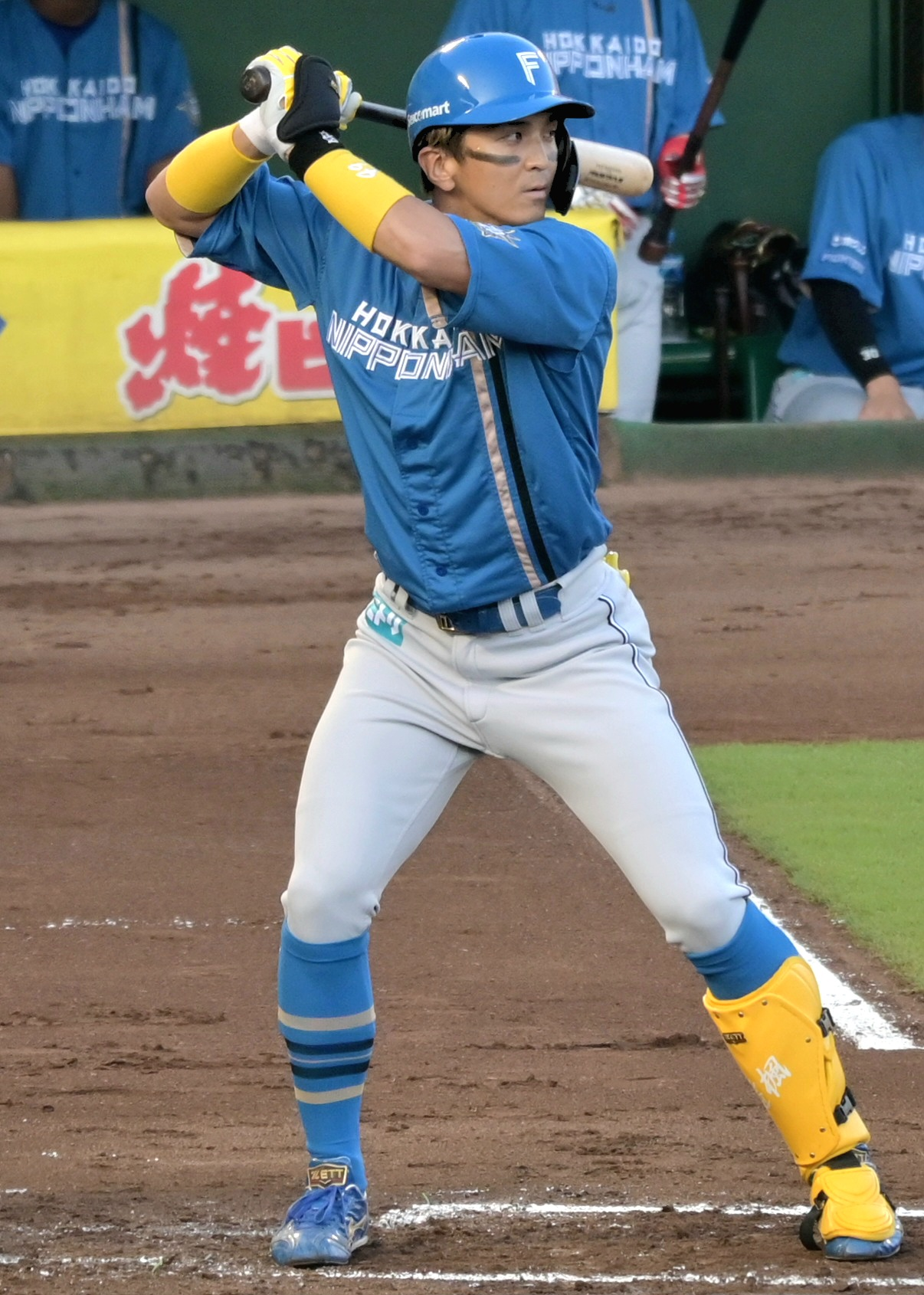
北海道日本ハムファイターズ時代
（2023年7月22日 ほっともっとフィールド神戸）

2022年11月2日に、佐藤龍世とのトレードによる北海道日本ハムファイターズへの移籍が発表された。背番号は49。
2023年2月14日に全内視鏡下腰椎椎間板ヘルニア摘出術の手術を受け、この年の一軍出場は29試合にとどまった。オフの10月29日に戦力外通告を受けた。

### 楽天時代
2023年11月19日、東北楽天ゴールデンイーグルスに育成選手として入団することが発表された。背番号は005。推定年俸は800万円。翌20日に楽天モバイルパークで入団会見が行われた。
2024年3月12日、支配下登録されることが発表された。背番号は42。移籍後は25試合の出場で打率.160、1打点にとどまり、オフに現状維持の推定年俸800万円で契約を更改した。

## 選手としての特徴
内野全ポジションを守れるユーティリティープレイヤーで、高い守備力と強肩に定評がある。打撃では粘り強さが魅力。

## 人物
愛称は「ハルキチ」。
明るい性格の持ち主。声出しに非常に積極的で、メディアから度々「元気印」と称されるチームのムードメーカー的存在。
松田宣浩を「目標とする人」として挙げており、オフシーズンの自主トレにも同行している。また、プロ初本塁打の際には松田の本塁打パフォーマンスである「熱男」を自ら披露し、以降は「熱男」をアレンジした「獅子男」パフォーマンスを本塁打時に披露している。
同郷の埼玉西武ライオンズ元監督・辻発彦が主催する小中学生向け野球教室に生徒として参加した経験がある。
2019年のオフに、一般女性と結婚していたことを公表した。

## 難聴のハンディを持つ選手として
先述のように、山田は生まれつき右耳の聴力がないというハンディを持っている。そのため、父親は山田の少年時代から聞こえている左耳がプレー中の事故で聞こえなくなることを常に懸念しており、周りからも左耳が悪くなるから野球は危ないと言われ続けていたという。しかし、山田はハンディを持つ自分を試したいと強豪校であった佐賀工業高校に進み、熱心に練習に取り組むなど常に向上心を持ってプレーを続けていた。
また、右耳が聞こえないことで、耳だけでは誰がどこから声かけをしているのかを正確に判断することができない。そのため、フライ性の打球が自分の守備範囲に飛んできた場合、セオリーでは打球から決して目を離さずに野手同士の声かけ連携によって打球処理をするが、山田は打球から一旦目を切って他の野手の位置を確認したり、周りの野手の口の動きを見て打球の行方を判断して動いている。このように、声だけに頼らない打球の追い方を身に付けることで、ハンディの差を埋める方法を日々模索しながらプレーを続けている。

## 詳細情報

### 年度別打撃成績
| 年 度     | 球 団     | 試 合 | 打 席 | 打 数 | 得 点 | 安 打 | 二 塁 打 | 三 塁 打 | 本 塁 打 | 塁 打 | 打 点 | 盗 塁 | 盗 塁 死 | 犠 打 | 犠 飛 | 四 球 | 敬 遠 | 死 球 | 三 振 | 併 殺 打 | 打 率 | 出 塁 率 | 長 打 率 | O P S |
| --------- | --------- | ----- | ----- | ----- | ----- | ----- | -------- | -------- | -------- | ----- | ----- | ----- | -------- | ----- | ----- | ----- | ----- | ----- | ----- | -------- | ----- | -------- | -------- | ----- |
| 2018      | 西武      | 14    | 19    | 17    | 1     | 1     | 0        | 0        | 1        | 4     | 2     | 0     | 0        | 0     | 0     | 1     | 0     | 1     | 6     | 0        | .059  | .158     | .235     | .393  |
| 2019      | 西武      | 4     | 13    | 12    | 2     | 2     | 0        | 0        | 0        | 2     | 0     | 0     | 0        | 0     | 0     | 1     | 0     | 0     | 4     | 1        | .167  | .231     | .167     | .397  |
| 2020      | 西武      | 8     | 5     | 5     | 1     | 1     | 0        | 0        | 0        | 1     | 0     | 0     | 0        | 0     | 0     | 0     | 0     | 0     | 1     | 0        | .200  | .200     | .200     | .400  |
| 2021      | 西武      | 98    | 173   | 147   | 14    | 29    | 6        | 1        | 0        | 37    | 18    | 1     | 2        | 10    | 3     | 13    | 0     | 0     | 41    | 1        | .197  | .258     | .252     | .509  |
| 2022      | 西武      | 74    | 93    | 80    | 6     | 16    | 2        | 0        | 0        | 18    | 9     | 1     | 0        | 4     | 1     | 8     | 0     | 0     | 21    | 0        | .200  | .270     | .225     | .495  |
| 2023      | 日本ハム  | 29    | 46    | 41    | 1     | 11    | 2        | 0        | 0        | 13    | 1     | 0     | 0        | 0     | 0     | 4     | 0     | 1     | 6     | 0        | .268  | .348     | .317     | .665  |
| 2024      | 楽天      | 25    | 27    | 25    | 2     | 4     | 2        | 0        | 0        | 6     | 1     | 0     | 0        | 0     | 0     | 2     | 0     | 0     | 10    | 0        | .160  | .222     | .240     | .462  |
| 通算：7年 | 通算：7年 | 252   | 376   | 327   | 27    | 64    | 12       | 1        | 1        | 81    | 31    | 2     | 2        | 14    | 4     | 29    | 0     | 2     | 89    | 2        | .196  | .262     | .248     | .510  |

- 2024年度シーズン終了時

### 年度別守備成績
| 年 度 | 球 団    | 一塁  | 一塁  | 一塁  | 一塁  | 一塁  | 一塁     | 二塁  | 二塁  | 二塁  | 二塁  | 二塁  | 二塁     | 三塁  | 三塁  | 三塁  | 三塁  | 三塁  | 三塁     | 遊撃  | 遊撃  | 遊撃  | 遊撃  | 遊撃  | 遊撃     |
| 年 度 | 球 団    | 試 合 | 刺 殺 | 補 殺 | 失 策 | 併 殺 | 守 備 率 | 試 合 | 刺 殺 | 補 殺 | 失 策 | 併 殺 | 守 備 率 | 試 合 | 刺 殺 | 補 殺 | 失 策 | 併 殺 | 守 備 率 | 試 合 | 刺 殺 | 補 殺 | 失 策 | 併 殺 | 守 備 率 |
| ----- | -------- | ----- | ----- | ----- | ----- | ----- | -------- | ----- | ----- | ----- | ----- | ----- | -------- | ----- | ----- | ----- | ----- | ----- | -------- | ----- | ----- | ----- | ----- | ----- | -------- |
| 2018  | 西武     | -     | -     | -     | -     | -     | -        | -     | -     | -     | -     | -     | -        | 10    | 4     | 8     | 0     | 0     | 1.000    | -     | -     | -     | -     | -     | -        |
| 2019  | 西武     | -     | -     | -     | -     | -     | -        | -     | -     | -     | -     | -     | -        | -     | -     | -     | -     | -     | -        | 4     | 4     | 8     | 0     | 2     | 1.000    |
| 2020  | 西武     | -     | -     | -     | -     | -     | -        | -     | -     | -     | -     | -     | -        | 8     | 1     | 4     | 0     | 1     | 1.000    | -     | -     | -     | -     | -     | -        |
| 2021  | 西武     | 3     | 10    | 3     | 1     | 1     | .929     | 39    | 56    | 80    | 1     | 23    | .993     | 24    | 5     | 10    | 0     | 1     | 1.000    | 31    | 45    | 66    | 3     | 20    | .974     |
| 2022  | 西武     | 8     | 65    | 4     | 1     | 7     | .986     | 2     | 3     | 2     | 1     | 0     | .833     | 47    | 6     | 18    | 1     | 3     | .960     | 18    | 16    | 19    | 1     | 1     | .972     |
| 2023  | 日本ハム | 8     | 10    | 0     | 0     | 2     | 1.000    | 8     | 8     | 11    | 1     | 3     | .950     | 2     | 0     | 0     | 0     | 0     | ----     | 13    | 12    | 13    | 3     | 6     | .893     |
| 2024  | 楽天     | 4     | 16    | 1     | 0     | 3     | 1.000    | 3     | 7     | 7     | 1     | 2     | .933     | 10    | 0     | 5     | 0     | 0     | 1.000    | 6     | 1     | 11    | 0     | 1     | 1.000    |
| 通算  | 通算     | 23    | 101   | 8     | 2     | 13    | .982     | 52    | 74    | 100   | 4     | 28    | .978     | 101   | 16    | 45    | 1     | 5     | .984     | 72    | 78    | 117   | 7     | 30    | .965     |

- 2024年度シーズン終了時

### 記録
初記録
- 初出場：2018年6月16日、対中日ドラゴンズ2回戦（メットライフドーム）、8回裏に木村文紀の代打で出場
- 初打席：同上、8回裏に木下雄介から捕邪飛
- 初先発出場：2018年9月19日、対北海道日本ハムファイターズ21回戦（メットライフドーム）、8番・三塁手で先発出場
- 初安打・初打点・初本塁打：同上、4回裏に堀瑞輝から左中間越2ラン
- 初盗塁：2021年4月10日、対千葉ロッテマリーンズ2回戦（ZOZOマリンスタジアム）、5回表に二盗（投手：美馬学、捕手：田村龍弘）

### 背番号
- 52（2015年 - 2022年）
- 49（2023年[24]）
- 005（2024年[26] - 同年3月11日）
- 42（2024年3月12日[28] - ）

### 登場曲

#### 現在の登場曲
- 「coral」SPiCYSOL（2024年 - ）

#### 過去の登場曲
- 「ギンギラギンにさりげなく」近藤真彦（2018年）
- 「Ultra soul」B'z（2018年）
- 「ダンシング・ヒーロー (Eat You Up)」荻野目洋子（2018年）
- 「I am a Father」浜田省吾（2019年）
- 「ピーターパン」優里（2021年）
- 「佐賀県」はなわ（2022年）
- 「Earth Defense Force」Emetsound（2022年）
- 「雑草」ベリーグッドマン（2023年）

## 関連情報

### 出演
- ろうを生きる　難聴を生きる（NHK教育テレビジョン） - 前編（初回放送：2016年4月16日）[44]、後編（初回放送：2016年4月30日）[45]